# Роберто Веккйоні
Роберто Мікеле Массімо Веккйоні (італ. Roberto Michele Massimo Vecchioni, нар. 25 червня 1943, Карате-Бріанца, Італія) — італійський автор-виконавець і письменник.
Виграв одні з найважливіших премій та фестивалів італійської музики: Premio Tenco 1983 року (у 1974 році на згадку про Луїджі Тенко в Сан-Ремо заснували премію Premio Tenco), Фестивальбар 1992 року, Фестиваль Санремо та премію критиків Міа Мартіні 2011 року. Він також отримав премію Lunezia Antologia 2013 року.
З 1969 до 2004 рік працював учителем середньої школи в ліцеях провінцій Мілана та Брешії. Провадив як викладач різні університетські курси.

## Біографія
Закінчив міланський Католицький університет Святого Серця, де вивчав класичну літературу. Багато років викладав історію та літературу в одному з середніх навчальних закладах Мілана. Серед його учнів майбутня співачка Паола Ієцці із дуету Paola & Chiara. Крім музичної діяльності знаний як прозаїк (автор кількох романів) і журналіст.
Почав свою кар'єру в музичному світі як автор текстів пісень, у співпраці зі своїм другом музикантом Андреа Ло Векко. Перша випущена пісня — це італійський переклад «Barbara Ann» гурту «The Beach Boys», записана 1966 року гуртом «Pop Seven».
У другій половині 1960-х і 1970-х років продовжив кар'єру автора текстів і написав пісні для таких визнаних співаків, як-от Орнелла Ваноні, Іва Дзаніккі, Джильйола Чинкветті, та гуртів «Nuovi Angeli», «Homo Sapiens», «Figlie del vento» тощо.
1968 року брав участь у фестивалі в Санремо як автор пісні «Sera» в інтерпретації Джуліани Валчі та Джильйоли Чинкветті, і цей факт зробив Ло Веко та Векконі дуже популярними авторами.
1971 року випустив перший власний альбом «Parabola», який містить одну з його найвідоміших пісень, «Luci a San Siro». Цього ж року написав текст гімну клубу «Інтернаціонале», вболівальником якої він був, на музику Ренато Пареті у виконанні футболіста Маріо Бертіні.
1973 року отримав приз італійських музичних критиків за альбом «Il re non si diverte». Того ж року брав участь у «Canzonissima», але не зміг вийти у фінал.
Здобув загальнонаціональну популярність після випуску 1977 року альбому «Samarcanda».
1979 року його звинуватили в торгівлі наркотиками. 1992 року виграв Фестивальбар з піснею «I want a woman». У 1994 та 1998 роках брав участь у фестивалі в Ломбардії під керівництвом Луїджі та Кармело Пістільйо.
Його альбоми продали тиражем понад шість з половиною мільйонів копій.
2004 року нагороджений орден «За заслуги перед Італійською Республікою».
2006 року повернувся на фестиваль у Санремо з піснею «Dove si va з Nomadi».
З 2006 року читав курс лекцій «Літературні тексти в музиці» у Павійському університеті та курс лекцій «Лабораторія письма та культури спілкування» у Римському університеті ла Сап'єнца.
Брав участь у створенні пісні «Domani 21/04.2009», присвяченої людям, які постраждали від землетрусу в Л'Аквілі.
19 лютого 2011 року виграв на фестивалі в Санремо з піснею «Call me again love».
20 вересня 2013 року номінований на Нобелівську премію з літератури разом з Бобом Діланом і Леонардом Коеном. Того ж року став почесним громадянином Мамояди.
У грудні 2014 року дебютував на великому екрані у ролі Віто у фільмі Серджо Кастеллітто «Ніхто не рятує поодинці». Його остання книга «Il mercante di luce» (2014, Einaudi), розійшлася накладом 60 000 примірників.
У листопаді 2018 року випустив новий альбом «The Infinite», в якому взяли участь Франческо Гуччіні і Морган.
Одружений з письменницею Дар'єю Коломбо (Daria Colombo), подружжя має чотирьох дітей.

## Дискографія
- 1971 — Parabola
- 1972 — Saldi di fine stagione
- 1973 — L'uomo che si gioca il cielo a dadi
- 1973 — Il re non si diverte
- 1975 — Barbapapà
- 1975 — Ipertensione
- 1976 — Elisir
- 1977 — Samarcanda
- 1978 — Calabuig, stranamore e altri incidenti
- 1979 — Robinson, come salvarsi la vita
- 1980 — Montecristo
- 1982 — Hollywood Hollywood
- 1984 — Il grande sogno
- 1985 — Bei tempi
- 1986 — Ippopotami
- 1989 — Milady
- 1991 — Per amore mio
- 1993 — Blumùn
- 1995 — Il cielo capovolto
- 1997 — El bandolero stanco
- 1999 — Sogna ragazzo sogna
- 2002 — Il lanciatore di coltelli
- 2004 — Rotary Club of Malindi
- 2007 — Di rabbia e di stelle
- 2011 — Chiamami ancora amore
- 2013 — Io non appartengo più
- 2018 — L'infinito